# Барань (Борисовський район)
Барань (біл. вёска Барань) — село в складі Борисовського району Мінської області, Білорусь. Село підпорядковане Мойсеївщинській сільській раді, розташоване в північно-східній частині області.